# باشگاه فوتبال ولونگونگ وولفس
باشگاه فوتبال ولونگونگ وولفس یک باشگاه فوتبال نیمه حرفه‌ای استرالیایی است که در ولونگونگ، در منطقه ایلاوارا در نیو ساوت ولز واقع شده است. این باشگاه در حال حاضر در لیگ برتر ملی ان‌اس‌دابلیو، دسته دوم فوتبال استرالیا، رقابت می‌کند. این باشگاه بازی‌های خانگی خود را در ورزشگاه وین انجام می‌دهد.
این باشگاه در سال ۱۹۸۰ تشکیل شد و از سال ۱۹۸۱ در لیگ ملی فوتبال شرکت کرد تا اینکه مسابقات در سال ۲۰۰۴ متوقف شد، به استثنای یک دوره کوتاه در لیگ ایالتی ان‌اس‌دابلیو در سال ۱۹۸۷. موفق‌ترین دوره باشگاه در مسابقات ملی در همان نوبت بود. قرنی که آنها دو قهرمانی متوالی را در سال‌های ۲۰۰۰–۱۹۹۹ و ۰۱–۲۰۰۰ به دست آوردند. در نتیجه، این باشگاه در سال ۲۰۰۱ به مسابقات قهرمانی قاره منطقه راه یافت که آن را نیز به دست آورد. با انجام این کار، گرگ‌ها تنها دومین باشگاه استرالیایی شدند که پس از دو سال قبل از ملبورن جنوبی، موفق به کسب جام قاره‌ای شدند. موفقیت آنها در این رویداد خاص، باشگاه را برای مسابقات قهرمانی باشگاه‌های جهان ۲۰۰۱ واجد شرایط کرد، اما این مسابقات در نهایت لغو شد.
این باشگاه سپس در سال ۲۰۰۵ به لیگ ایالتی پیوست، زیرا نتوانست به مسابقات ملی تازه تاسیس، ای-لیگ بپیوندد، پس از اینکه مالکان آنها تصمیم گرفتند درخواست خود را انجام ندهند. در سال ۲۰۰۹، باشگاه در بحران مالی قرار داشت و تنها از طریق حمایت جامعه توانست به حیات خود ادامه دهد. این باشگاه به عنوان یک سازمان غیرانتفاعی تغییر نام داد که اداره آن به‌دست جامعه بود.